# Augochlorella

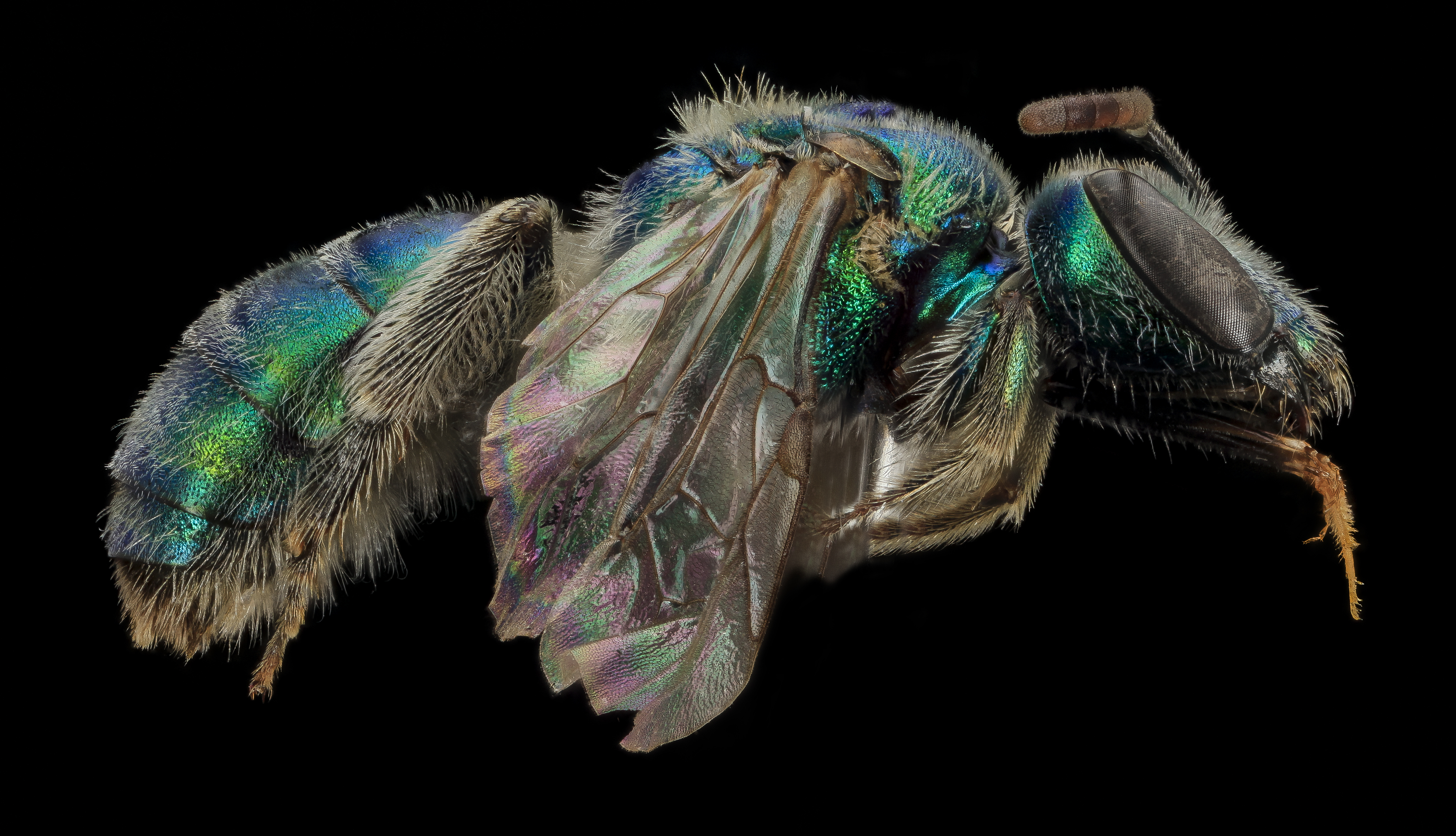
Augochlorella pomoniella

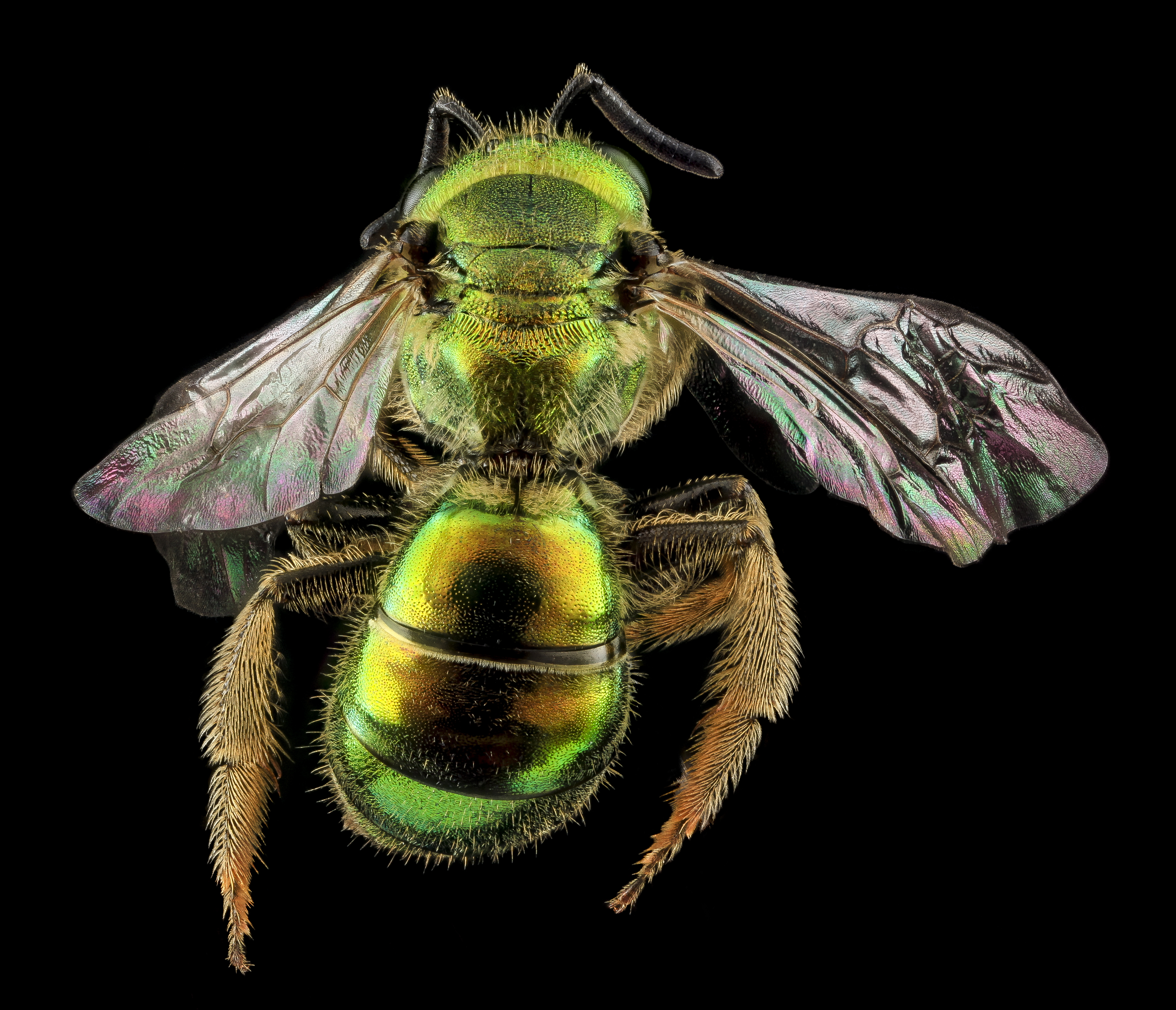
Augochlorella aurata

Augochlorella (лат.) — род пчёл-галиктид трибы Augochlorini из подсемейства Halictinae. Около 15 видов.

## Распространение
Род Augochlorella ограничен Новым Светом (Северная Америка, Южная Америка), и подавляющее большинство видов встречается в тропических и субтропических регионах. Лишь несколько видов Augochlorella достигают умеренного пояса в Неарктике. Augochlorella striata встречается севернее, чем любой другой представитель рода и трибы.

## Описание
Мелкие яркоокрашенные пчёлы, длина тела около 1 см. Обычно имеют металлически-зелёный цвет. Род Augochlorella можно распознать по сочетанию нормальной овальной формы тегулы, неполного киля на задней поверхности проподеума и отсутствию выступающей параокулярной доли. У самок отсутствует киль на S1, наблюдаемый у Augochlora, и они имеют простые задние голенные шпоры. Самцы очень похожи на Augochlora, но у самцов Augochlorella апикальный край S4 слабо или сильно вогнут, в отличие от прямого у Augochlora. Кроме того, у самцов Augochlorella отсутствует отчётливая пунктировка на задней части проподеума по сравнению с самцами Augochlora, у которых пунктировка выражена. Некоторые Augochlorella имеют более зеленовато-бронзовый цветСлабоопушенные осовидные насекомые, тело почти голое.

### Половой диморфизм
Оба пола Augochlorella имеют среднюю длину от 7 до 9 мм, но самцы более стройные, чем самки, и имеют относительно более длинные усики.

## Социальность
Пчёлы Augochlorella часто эусоциальны, в отличие от многих других Augochlorini, которые обычно либо одиночны, либо полусоциальны.
Примером социальности в этом роде является пчела Augochlorella aurata, которая содержит смесь одиночных и социальных основательниц гнёзд. Эти фертильные самки, создающие колонию, производят первоначальный расплод из 1-2 рабочих пчёл, которые являются самками, после чего переходят на расплод, ориентированный на самцов, в то время как другие самки производят сначала самцов. Расплод, ориентированный на самок, может также встречаться как в одиночных, так и в эусоциальных гнёздах, но это менее распространено. У этого и других эусоциальных видов рабочие особи в основном стерильны и немного меньше своих маток. Augochlorella aurata имеет тенденцию быть одиночной на больших высотах и широтах. Она также чаще бывает одиночной в среде, где вегетационный период короче, но если вегетационный период длиннее, то вид склонен к социальности. Подобная тенденция строить свою социальность в зависимости от вегетационного периода встречается и у других видов пчел, а также у некоторых видов пауков. Морской климат Канады может привести к сокращению продолжительности выращивания расплода, уменьшению количества рабочих на гнездо и уменьшению числа репродуктивных пчел. Кроме того, основательницы гнёзд могут производить смесь рабочих и способных к размножению пчёл, исходя из этих условий.

## Гнёзда
Гнёзда Augochlorella можно найти как в полях, так и в лесах, на хорошо дренированных участках, в самых разных местах обитания. Гнёзда находятся под землей, и пчёлы создают полость со скоплением ячеек из почвы. Пчёлы строят свои гнёзда по-разному, но обычно они сначала выкапывают полость, а затем создают в ней расплодные ячейки. Скопление ячеек поддерживается дополнительными столбиками из почвы. Нора, как правило, вертикальная и может быть глубиной от 5 до 25 см; глубина норы зависит от степени влажности почвы.

## Значение
Пчёлы рода Augochlorella имеют экологическое и экономическое значение, так как у них нет узкой специализации и они могут опылять многие растения. Они генералисты и посещают такие растения как Apocynum cannabinum, Erigeron strigosus, Pycnanthemum tenuifolium, Solidago odora и Euthamia graminifolia.
Augochlorella aurata встречается в заповедном городском парке Rockefeller State Park Preserve в Нью-Йорке, где их можно увидеть опыляющими кутра, различные Asteraceae, Pycnanthemum (Мятные), дикие розы и золотарник. Дикие пчёлы могут быть важными опылителями в таких городах, как Нью-Йорк, и поддерживать здоровье садов и парков. Augochlorella aurata также является важным опылителем для многих диких цветов и сельскохозяйственных культур, включая костянковые культуры, яблочные, люцерна, подсолнечник, перец, клубнику, томаты и арбузы, что делает этот вид очень ценным для коммерческого выращивания фруктов и овощей. В целом, популяция пчёл будет расти, если на территории есть полевые цветы и места для их гнездования.

## Классификация
Около 15 видов.
- Augochlorella acarinata Coelho, 2004
- Augochlorella aurata (Smith, 1853) [= Augochlorella striata]
- Augochlorella bracteata Ordway, 1966
- Augochlorella comis (Vachal, 1911)
- Augochlorella ephyra (Schrottky, 1910)
- Augochlorella gratiosa (Smith, 1853)
- Augochlorella iopoecila Moure, 1950
- Augochlorella iphigenia (Holmberg, 1886)
- Augochlorella karankawa Coelho, 2004
- Augochlorella meridionalis Coelho, 2004
- Augochlorella neglectula (Cockerell, 1897)
- Augochlorella persimilis (Viereck, 1910)
- Augochlorella pomoniella (Cockerell, 1915)
- Augochlorella stenothoracica Coelho, 2004
- Augochlorella tredecim (Vachal, 1911)
- Augochlorella una Coelho, 2004
- Augochlorella urania (Smith, 1853)